# Franklin Pühn

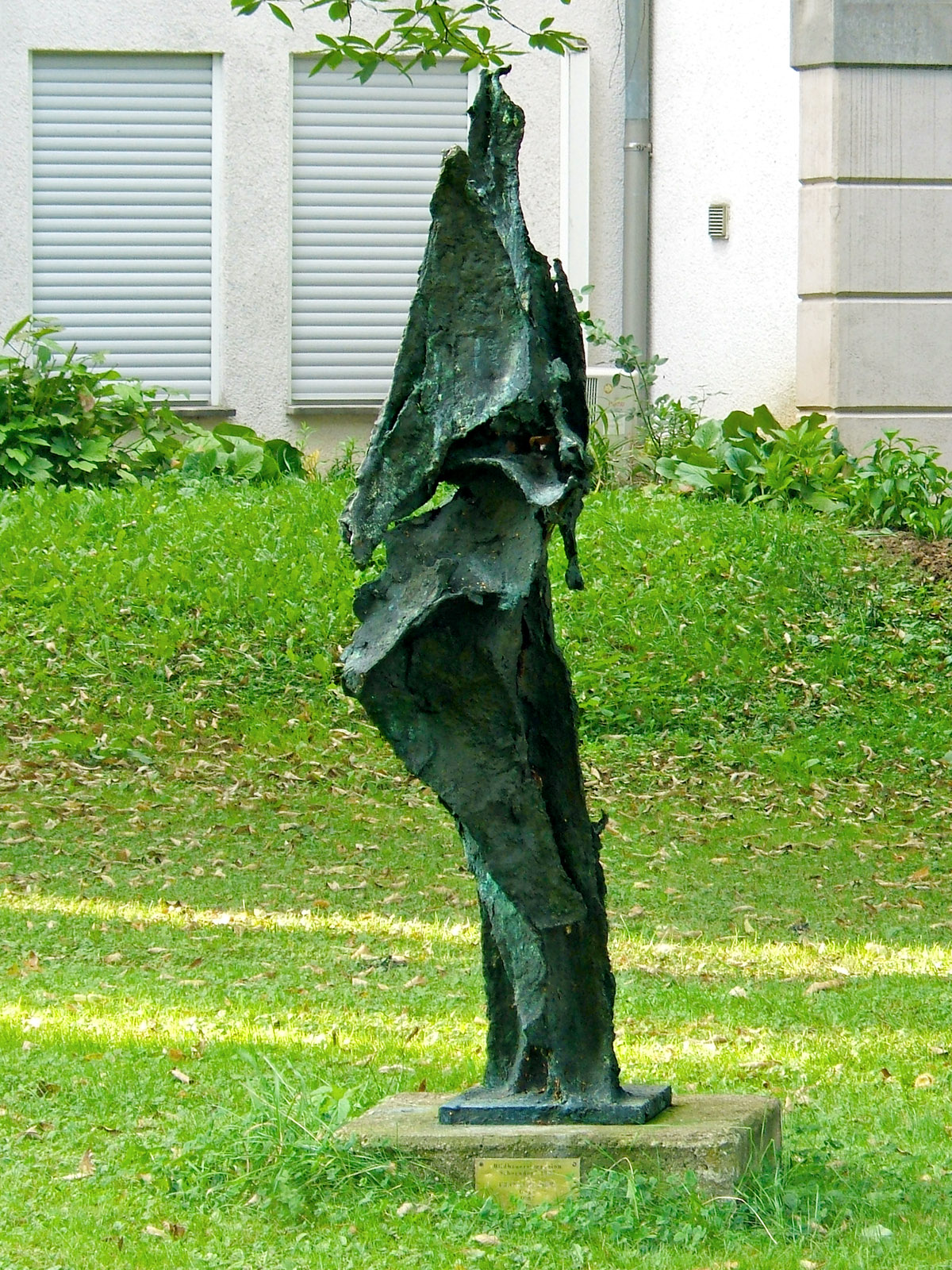
Bronze-Skulptur Gogo (1987) von Franklin Pühn auf dem Skulpturen-Rundgang Schorndorf

Franklin Pühn (* 20. Mai 1925 in Erfurt; † 6. Dezember 2020 in Heidenheim an der Brenz) war ein deutscher Künstler und Bildhauer.

## Leben
Franklin Pühn absolvierte in seiner Geburtsstadt Erfurt eine Ausbildung als Holzbildhauer und begann 1948 an der Stuttgarter Akademie sein Studium der freien Künste, das er 1953 abschloss.
1950 heiratete er die Pianistin und Klavierpädagogin Regina Maria Kittel. Aus der Ehe gingen zwei Töchter hervor (Angelika, * 1951, Schulrätin in Dithmarschen/Nordfriesland; Michaela, * 1957, Pianistin, Professorin und Prorektorin an der Hochschule für Musik und Theater in München).
Von 1954 an lebte Pühn in Heidenheim an der Brenz. Er schuf einige Werke, die das Stadtbild mitprägen, und war fast 40 Jahre lang Vorsitzender des Heidenheimer Kunstvereins.
Als freischaffender Künstler nahm Pühn zwischen 1969 und 2015 an mehr als 30 Gruppenausstellungen teil, bestritt 22 Einzelausstellungen und schuf eine große Anzahl von Skulpturen für den öffentlichen Raum. Zu seinem 95. Geburtstag widmete die Stadt Heidenheim ihm eine Ausstellung im Kunstmuseum, in der der Künstler ca. 30 aktuelle Arbeiten zeigte.
Franklin Pühn schöpfte schon früh seine Inspiration aus breit gefächerten Bereichen. Aufgrund seiner Verbundenheit mit dem christlichen Glauben sind viele Werke mit religiösem Inhalt entstanden. Angeregt durch seine Frau rückte häufig die Musik in den Mittelpunkt seines Interesses. Aber auch Mythologie, verschiedene Kulturen, das menschliche Dasein und die Natur gehörten zu seinen Themen.
Pühn verwendete Stein, Holz, Bronze und Aluminium. In den 1980er Jahren kam er zu Papier als einem eigenständigen Material. Daraus entwickelte er unterschiedliche Werke von kleinen Objekten bis hin zu überlebensgroßen Skulpturen.
Ihm wurden die Medaille seiner Heimatstadt Heidenheim für Besondere Verdienste sowie das Bundesverdienstkreuz verliehen.
In seinem Testament verfügte er, dass der Bestand seiner eigenen Kunstwerke samt seinem Ateliergebäude nach seinem Tod in städtischen Besitz übergeht. Mittlerweile verwaltet das Kunstmuseum Heidenheim seinen Nachlass. Das Atelier wird für kulturelle Zwecke und Veranstaltungen genutzt und beherbergt nach wie vor den katalogisierten Nachlass. 

## Werkauswahl
- Rommel-Denkmal in Heidenheim (Muschelkalk, 1961)
- Altarwand im Johannesgemeindehaus Heidenheim (Stahl und Sichtbeton, 1963)
- Altarkreuz mit Leuchtern in der ehem. Waldkirche (Aluminium, 1976), seit 2021 im Altenheim Hansegisreute
- Kreuz in griechischer Form an der Altarwand der Christuskirche Heidenheim (1982)
- Skulptur Gogo auf dem Skulpturen-Rundgang Schorndorf (Bronze, 1987)
- Altarwand der Versöhnungskirche Heidenheim (Eichenholz, 1988)
- Kruzifix als Altarkreuz im Zinzendorfgemeindehaus Heidenheim (Bronze)[7]